# 地球楕円体
地球楕円体（ちきゅうだえんたい、英: Earth ellipsoid）とは、測地学において地球のジオイド（平均海面）の形に近似した回転楕円体（扁球）を指す。その中心は地球の重心に、短軸は自転軸に一致させる。
現在の測地系は陸域ではGRS80地球楕円体を採用する場合が多い。測地測量の基準として用いる地球楕円体は「準拠楕円体」とも呼ぶ。
地球楕円体の面に沿った経線弧（南北方向の測地線）を子午線弧と呼ぶ。歴史的には、子午線弧の研究を通じて、地球が球体を成していることが示され、また地球楕円体は、赤道半径に比べて極半径の小さい扁球なのか、それとも長球なのかを決める研究が行われた。

## GRS80楕円体
GRS80は準拠楕円体のひとつで、現在世界の測地系で最も広く使われている。GRS80楕円体の長半径（赤道半径）a 及び扁平率 f は、
- {\displaystyle a=6\ 378\ 137{\rm {m}}\,}
- {\displaystyle f={\frac {1}{298.257\ 222\ 101}}}

肉眼だと、扁平率約1/300の回転楕円体と真球とを区別できない。 ただし、現実の地球上ではこの歪み（赤道半径と極半径の差）が約21kmに達する。

## WGS84楕円体
海域の測地系はWGS84を用いることが多い。WGS84楕円体の扁平率 f は、GRS80楕円体とはごく僅か異なっている。
- {\displaystyle f={\frac {1}{298.257\ 223\ 563}}}

この差異は、地球の短半径（極半径）にすると、約0.105mmだけ異なるものであり、実用上は全く問題とはならない差異である。
WGS84楕円体は元々はGRS80を基にしたものではあるが、数値の導出過程が異なっている。すなわち、扁平率を決定するに当たって、正規化された2次の帯調和重力係数から計算により導出した際に、基となるGRS80の力学的形状係数J2の有効数字を8桁で打ち切ったために、僅かな差が発生したのである。

## 日本
日本における準拠楕円体は、2002年までベッセルにより算出された値（ベッセル楕円体）を採用していた（「日本測地系」と呼称）が、海図の国際利用や精密な位置情報にもとづくGISデータの整備の障害になりつつあったため、2002年4月1日から世界測地系としてGRS80地球楕円体が準拠楕円体として採用された。この新しい準拠楕円体の長半径（赤道半径）a 及び扁平率 f の値は、測量法施行令第3条により定義され、GRS80楕円体の値である。

### 海上
なお、日本の水路業務法施行令第2条で定められている扁平率の値は、WGS84楕円体の値である。したがって上記の定義とはごくわずか異なっている。

## 各種の準拠楕円体
| 名称                         | 赤道半径 a;メートル | 扁平率の逆数 {\displaystyle 1/f\,\!} | 使用している主要国          |
| ---------------------------- | ------------------- | ------------------------------------ | --------------------------- |
| ベッセル, 1841               | 6 377 397.155       | 299.152 813                          | （2002年3月までの日本）     |
| 改訂クラーク, 1880           | 6 378 249.145       | 293.4663                             | アフリカ各国                |
| クラソフスキー (SK-42), 1940 | 6 378 245           | 298.3                                | ロシア                      |
| エベレスト, 1956             | 6 377 301.243       | 300.8017                             | インド                      |
| オーストラリア国家, 1965     | 6 378 160           | 298.25                               |                             |
| サウスアメリカ1969, 1969     | 6 378 160           | 298.25                               | 南米各国                    |
| IAG67, 1967                  | 6 378 160           | 298.247 167                          |                             |
| WGS72, 1972                  | 6 378 135           | 298.26                               |                             |
| IAU76, 1976                  | 6 378 140           | 298.257                              |                             |
| GRS80, 1979                  | 6 378 137           | 298.257 222 101                      | アメリカ、ヨーロッパ、日本  |
| WGS84, 1986                  | 6 378 137           | 298.257 223 563                      | GPS、「海上での測量」に使用 |
| IERS, 1989                   | 6 378 136           | 298.257                              |                             |
| PZ-90, 1990                  | 6 378 136           | 298.257 839 303                      | GLONASSに使用               |
| IERS, 2003                   | 6 378 136.6         | 298.256 42                           |                             |
| GSK2011, 2011                | 6 378 136.6         | 298.256 415 1                        |                             |